# 가환환
가환대수학에서 가환환(可換環, 영어: commutative ring)이란 곱셈이 교환 법칙을 만족시키는 환이다. 가환환과 그 위의 가군을 연구하는 환론의 분야를 가환대수학이라고 한다.

## 정의
환 {\displaystyle (R,+,\cdot ,0,1)}에서, {\displaystyle (R,+,0)}는 아벨 군을 이루며, {\displaystyle (R,\cdot ,1)}은 모노이드를 이룬다. 만약 {\displaystyle (R,\cdot ,1)}이 가환 모노이드를 이룬다면, {\displaystyle R}를 가환환이라고 한다. 즉, 가환환에서는 모든 {\displaystyle r,s\in R}에 대하여 {\displaystyle rs=sr}이다.
마찬가지로, 유사환 {\displaystyle (R,+,\cdot ,0)}에서, {\displaystyle (R,+,0)}은 아벨 군을 이루며, {\displaystyle (R,\cdot )}은 반군을 이룬다. 만약 {\displaystyle (R,\cdot )}이 가환 반군을 이룬다면, {\displaystyle R}를 가환 유사환(영어: commutative pseudo-ring, commutative ring)이라고 한다.

## 성질
가환환과 환 준동형의 범주 {\displaystyle \operatorname {CRing} }는 정의에 따라 아핀 스킴의 범주 {\displaystyle \operatorname {Aff} }의 반대 범주와 동치이다.
{\displaystyle \operatorname {CRing} {\stackrel {\operatorname {Spec} }{\simeq }}\operatorname {Aff} ^{\operatorname {op} }}
구체적으로, 이 동치는 환의 스펙트럼 {\displaystyle \operatorname {Spec} }에 의하여 주어진다.
즉, 스킴 이론을 통해 가환환 사이의 연산을 대수기하학적으로 해석할 수 있다.
가환환의 범주는 다음과 같은 성질을 갖는다.
| 시작 대상  | 정수환 {\displaystyle \mathbb {Z} }                                                                              |
| 끝 대상    | 자명환 {\displaystyle 0}                                                                                         |
| 곱         | 직접곱 |
| 쌍대곱     | 가환환의 자유곱                                                                                                  |
| 동등자     | 집합의 범주에서의 동등자                                                                                         |
| 쌍대동등자 | {\displaystyle f,g\colon R\to S}에 대하여, {\displaystyle \operatorname {coeq} (f,g)=S/(f(r)-g(r)\colon r\in R)} |

가환환의 범주 {\displaystyle \operatorname {CRing} }은 환의 범주 {\displaystyle \operatorname {Ring} }의 충만한 부분 범주를 이루며, 모든 극한을 보존시킨다. 즉, 환의 범주에서의 극한은 가환의 범주에서의 극한과 같다. 그러나 쌍대극한은 일반적으로 다르다.

## 종류
특수한 성질을 갖는 가환환들은 다음이 있으며, 이들 사이에는 다음과 같은 포함 관계가 성립한다.
환 ⊋ 가환환 ⊋ 정역 ⊋ 정수적으로 닫힌 정역 ⊋ 크룰 정역 ⊋ 유일 인수 분해 정역 ∪ 데데킨트 정역 ⊋ 유일 인수 분해 정역 ∩ 데데킨트 정역 = 주 아이디얼 정역 ⊋ 유클리드 정역 ⊋ 체

## 분류
일반적으로, 모든 가환환을 분류하는 것은 불가능하다. 그러나 대략 다음과 같은 3단계 구조론이 존재한다.
- 임의의 가환환 {\displaystyle R}에 대하여, 영근기 {\displaystyle {\sqrt {(0)}}}에 대한 몫환 {\displaystyle R/{\sqrt {(0)}}}은 축소환을 이룬다.
- 가환환이 축소환인 것은 (0개, 유한 개, 또는 무한 개의) 정역들의 직접곱의 부분환인 것과 동치이다.
- 모든 정역은 그 분수체의 부분환을 이룬다.

즉, 가환환 → 가환 축소환 → 정역 → 체로서, 점점 더 정칙적인 구조로 나타낼 수 있다.

## 예
가환환의 예로는 다음을 들 수 있다.
- 정수의 집합 {\displaystyle \mathbb {Z} }에 덧셈과 곱셈을 가하면, 가환환을 이룬다.
- 자명환은 가환환이다.
- 모든 불 대수는 가환환으로 여길 수 있다.
- 모든 체는 가환환이다. 대표적인 예로, 유리수체, 실수체, 복소수체 등이 있다.
- 임의의 위상 공간 {\displaystyle X} 위의 실수값 연속 함수들의 집합 {\displaystyle {\mathcal {C}}(X;\mathbb {R} )}는 덧셈과 곱셈에 대하여 가환환을 이룬다.

비가환환의 예로는, 실수 행렬환 {\displaystyle \operatorname {Mat} (n;\mathbb {R} )}이 있다. 이는 {\displaystyle n\times n} 정사각 행렬로 구성된 환인데, {\displaystyle n\geq 2}라면 이는 가환환이 아니다.

## 같이 보기
- 환 준동형사상
- 국소환